# Margaret Clement
Margaret Clement o Clements, all'anagrafe Margaret Giggs, (1508 – Malines, 6 luglio 1570) è stata una matematica inglese.

## Biografia
Nacque nel 1508, figlia di un signore di Norfolk. Thomas More fu il suo custode legale e la crebbe insieme alla figlia Margaret. Clement era particolarmente brava nello studio del greco, ma probabilmente fu l'algebra la materia a cui si dedicò maggiormente; More aveva con sé una "pietra algoritmica" di Clement durante la sua prigionia nella Torre di Londra, e gliele spedì indietro il giorno prima della sua esecuzione nel 1535.
Devota cattolica, rischiò la vita per aiutare i martiri certosini, monaci morti di fame in prigione per essersi rifiutati di rinunciare alla fede. Conservò anche la camicia da penitente di Tommaso Moro e la conservò come una reliquia. Sir Thomas Elyot aveva comunicato a lei e al marito l'indignazione provata dall' Imperatore Carlo V, nipote di Caterina d'Aragona, per le dimissioni di More.
Morì in esilio a Malines, nel ducato di Brabante, il 6 luglio 1570. Insieme a John Celement, che sposò intorno al 1526, ebbe due figlie: Winifred, che sposò il giudice William Rastell (nipote di More) e Margaret Clement, priora di un convento a Lovanio.

## Educazione
Clement ha ricevuto un'educazione umanista da More nonostante le restrizioni solitamente riservate ai membri del suo genere. Eccelleva in matematica e medicina, ma studiò anche teologia e filosofia. Aveva anche un'eccezionale padronanza del greco, come notato dallo studioso spagnolo Juan Luis Vives.
Sebbene More fornisse un ampio tutoraggio a Clement, si avvalse anche dell'aiuto di molti altri studiosi, tra cui John Clement e Nicholas Kratzer.